# 斯特羅維爾峰
69°43′S 74°7′E / 69.717°S 74.117°E
斯特羅維爾峰是南極洲的山峰，位於伊麗莎白公主地，處於卡洛琳米科爾森山西北面11公里，該山峰根據挪威探險隊拍攝的空中照片被繪入地圖，以戴維斯站的無線電通話員命名。